# London Film School
La London Film School (LFS) è una scuola di cinema internazionale di Londra situata a Covent Garden, nei pressi dell'hub dell'industria cinematografica del Regno Unito di Soho.
La scuola è stata fondata nel 1956 da Gilmore Roberts come London School of Film Technique. Inizialmente situata sulla Electric Avenue nel quartiere di Brixton, successivamente si spostò nel West End, prima a Charlotte Street nel 1963, e poi, nel 1966, nell'attuale edificio a Shelton Street, venendo rinominata The London Film School. Dal 1974 al 2000 era nota come The London International Film School ed è tornata ad essere solo London Film School nel 2001.
La London Film School è la più vecchia scuola di cinema del Regno Unito ed è una delle tre accademie cinematografiche riconosciute dall'UK Creative Skillset Centre of Excellence.

## Programmi
La scuola offre tre programmi di studio a livello  master  (laurea magistrale): un MA in Filmmaking, dedicato a tutte le discipline del cinema, un MA Screenwriting, dedicato alla sceneggiatura, e, in collaborazione con l'Università di Exeter, un MA in International Film Business. Sempre in collaborazione con l'Università di Exeter, la scuola offre anche un dottorato di ricerca in pratica cinematografica, noto come PhD in Film by Practice. 
La London Film School seleziona studenti da tutto il mondo: circa il 75% degli studenti, infatti, non è cittadino britannico.